# شركة ائتمان السلع

صورة من مكتب الشركة

مؤسسة ائتمان السلع ( CCC ) هي شركة حكومية أمريكية مملوكة بالكامل لها، تم إنشاؤها في عام 1933 من أجل «تثبيت ودعم وحماية دخل المزرعة وأسعارها» (مستأجرة فيدراليًا بموجب قانون ميثاق CCC لعام 1948 (PL 80-806) ) . إنها مخولة بشراء وبيع وإقراض ودفع المدفوعات والمشاركة في أنشطة أخرى بغرض زيادة الإنتاج وتثبيت الأسعار وضمان الإمداد الكافي وتسهيل التسويق الفعال للسلع الزراعية.
تعد الشركة، التي لا يوجد بها موظفون، مؤسسة تمويل لبرامج السلع الزراعية ودعم الدخل في وزارة الزراعة الأمريكية ، وضمانات ائتمان الصادرات السلعية، ودعم الصادرات الزراعية. تدار البرامج الممولة من خلالها من قبل موظفي وكالة الخدمات الزراعية والخدمة الزراعية الخارجية .
تتمتع بسلطة اقتراض ما يصل إلى 30 مليار دولار من وزارة الخزانة الأمريكية لتنفيذ التزاماتها. يتم استعادة الخسائر الصافية من عملياتها في وقت لاحق عن طريق مخصصات الكونغرس. انها تصدر المدفوعات في شكل شهادات السلع .

## روابط خارجية
- وزارة الزراعة، وكالة خدمات المزارع، مؤسسة ائتمان السلع
- مؤسسة ائتمان السلع في

السجل الفيدرالي